# FC Dornbirn 1913
FC Dornbirn 1913 is een Oostenrijkse voetbalclub uit Dornbirn, een gemeente in de deelstaat Vorarlberg. De vereniging werd opgericht in het jaar 1913 en speelde langere tijd profvoetbal in Oostenrijk. De rood-witten spelen de thuiswedstrijden in het stadion Birkenwiese.

## Geschiedenis
De club werd in 1913 opgericht en had rood-wit-zwart als clubkleuren, dit werd later in rood-wit veranderd.
In 1929/30 nam de club voor het eerst deel aan de Landesliga Vorarlberg, de hoogst mogelijke klasse voor een club uit een deelstaat in die tijd. De clubs uit Lustenau (FC Lustenau 07 en FA Turnerbund) beheersten de competitie en Dornbirn streed met FC Bregenz meestal voor de derde plaats. In 1935 werd de club voor het eerst tweede. In 1955 werd de club voor het eerst kampioen van de Arlbergliga en een soort tweede klasse en plaatste zich zo voor de eindronde om te promoveren. Nadat Austria Klagenfurt werd verslagen was ESV Austria Graz te sterk voor de club.
In 1960 werd de club opnieuw kampioen van de Arlbergliga en plaatste zich weer voor de eindronde. In de eerste ronde werd Salzburger AK 1914 met 1-0 en 7-1 verslagen en in de finale was Kremser SC de tegenstander. Dit keer was het moeilijker maar Dornbirn won toch met 4-2 en 2-3 door een beter doelsaldo. In de hoogste klasse had de club het echter moeilijk en werd laatste met tien punten achterstand op de andere degradanten Austria Salzburg en Wacker Wien. Bij de terugkeer in de tweede klasse moest de club de titel aan Austria Salzburg laten met slechts één puntje achterstand. Het volgende seizoen werd de club dan weer met voorsprong kampioen. Bij de tweede poging in de hoogste klasse behaalde Dornbirn drie puntjes meer maar werd evenzeer laatste. De volgende drie seizoenen in de Regionalliga West, toen nog tweede klasse, eindigde de club in de middenmoot. In 1965 ging de club een samenwerking aan met Austria Lustenau en onder de naam SVg Lustenau/Dornbirn werd de tweede plaats bereik. Dornbirn was zelf ook nog actief dat jaar en na dit seizoen werd de samenwerking stopgezet. In 1967/68 werd Dornbirn derde maar had wel elf punten achterstand op kampioen SV Wattens. Het volgende seizoen werd de club opnieuw kampioen, dit keer met dertien punten voorsprong op vicekampioen SK Bischofshofen.
Ook de derde poging in de hoogste klasse was een maat voor niets, Dornbirn werd laatste met 17 punten. Na enkele mindere seizoenen werd de club vicekampioen in 1973 met twee punten achterstand op Rätia Bludenz. In het volgende seizoen werd de club opnieuw kampioen maar door een herstructurering van de competitie, kon de club niet promoveren. Er degradeerden zeven clubs uit de hoogste klasse terwijl van de drie Regionalliga’s van 14 clubs slechts één tweede klasse overbleef met veertien clubs. In het eerste seizoen van de 2. Bundesliga werd Dornbirn vijfde. Ook de volgende seizoenen eindigde de club behoorlijk maar in 1979 eindigde de club op een degradatieplaats. Hierop vormde de club een speelverbond met SC Schwarz-Weiß Bregenz en speelde onder de naam IG Bregenz/Dornbirn. Na twee seizoenen degradeerde de club en kon na één seizoen weer promoveren. Bij de terugkeer werd de club vierde met één punt achterstand op Badener AC. Ook het volgende seizoen werd de club vierde. In 1984/85 werd de clubs achtste maar door een nieuwe herstructurering van de competitie degradeerde de club. Ironisch genoeg speelde de club het volgende seizoen toch in de tweede klasse. Dit kwam doordat het reserveteam promoveerde naar de tweede klasse. In 1987 degradeerde de club dan opnieuw en na dit seizoen werd de samenwerking tussen beide clubs opgezegd en werden Dornbirn en Bregenz opnieuw onafhankelijk.
Dornbirn promoveerde meteen terug naar de tweede klasse maar werd daar laatste speelde lange tijd in lagere reeksen tot de club in 2009 opnieuw kon promoveren. Na een jaar moest men opnieuw weer afscheid nemen van het profvoetbal. Het verkeerde daarna voor negen seizoenen in de Regionalliga West. Men had lange tijd niet meer de ambitie om terug te keren naar de profs. Dit veranderde toen in het seizoen 2018/19 de nieuwgevormde 2. Liga van start ging als tweede voetbalniveau, een semi-profcompetitie als springplank tussen de Regionalliga en de Bundesliga. In het seizoen 2018/19 werd men weer eens kampioen in de Regionalliga West, waardoor men promoveerde naar de 2. Liga en weer uitkomt op het tweede voetbalniveau.

## Erelijst
- Kampioen Regionalliga West

2009, 2019
- Kampioen Vorarlberg

1955, 1960, 1963, 1970, 1974, 1975, 1983, 1985, 1988, 1997, 2004
- Beker Vorarlberg

Winnaar: 1933, 1937, 1952, 1959, 1982 en 1981 als IG Dornbirn/Bregenz
Finalist: 1949, 1958, 1997

## Eindklasseringen (grafisch) vanaf 1950
- 1950 4e
2. Liga
- 1951 5e
2. Liga
- 1952 5e
2. Liga
- 1953 3e
2. Liga
- 1954 5e
2. Liga
- 1955 1e
2. Liga
- 1956 7e
2. Liga
- 1957 2e
2. Liga
- 1958 5e
2. Liga
- 1959 4e
2. Liga
- 1960 1e
2. Liga
- 1961 14e
Bundesliga
- 1962 2e
2. Liga
- 1963 1e
2. Liga
- 1964 14e
Bundesliga
- 1965 4e
2. Liga
- 1966 5e
2. Liga
- 1967 6e
2. Liga
- 1968 3e
2. Liga
- 1969 1e
2. Liga
- 1970 16e
Bundesliga
- 1971 10e
2. Liga
- 1972 6e
2. Liga
- 1973 2e
2. Liga
- 1974 1e
2. Liga
- 1975 5e
2. Liga
- 1976 7e
2. Liga
- 1977 5e
2. Liga
- 1978 8e
2. Liga
- 1979 14e
2. Liga
- 1980
Regionalliga
- 1981
Regionalliga
- 1982
Regionalliga
- 1983
Regionalliga
- 1984
Regionalliga
- 1985
Regionalliga
- 1986
Regionalliga
- 1987
Regionalliga
- 1988
Regionalliga
- 1989 12e
2. Liga
- 1990 8e
Regionalliga
- 1991 5e
Regionalliga
- 1992 7e
Regionalliga
- 1993 5e
Regionalliga
- 1994
Regionalliga
- 1995
Regionalliga
- 1996
Regionalliga
- 1997
Regionalliga
- 1998 12e
Regionalliga
- 1999
Landesliga
- 2000
Landesliga
- 2001 2e
Landesliga
- 2002 2e
Landesliga
- 2003 3e
Landesliga
- 2004 1e
Landesliga
- 2005 10e
Regionalliga
- 2006 10e
Regionalliga
- 2007 7e
Regionalliga
- 2008 10e
Regionalliga
- 2009 1e
Regionalliga
- 2010 10e
2. Liga
- 2011 6e
Regionalliga
- 2012 3e
Regionalliga
- 2013 8e
Regionalliga
- 2014 9e
Regionalliga
- 2015 7e
Regionalliga
- 2016 4e
Regionalliga
- 2017 8e
Regionalliga
- 2018 6e
Regionalliga
- 2019 1e
Regionalliga
- 2020 12e
2. Liga
- 2021 7e
2. Liga
- 2022 14e
2. Liga
- 2023 11e
2. Liga

- Bundesliga
- 2. Liga
- Regionalliga
- Landesliga

De 2. Liga stond tot en met 2018 als Erste Liga bekend.

## Bekende (oud-)spelers
Tot op heden is Friedrich Rafreider de speler van FC Dornbirn met de meeste interlands achter zijn naam. Hij kwam in totaal 14 keer uit voor het Oostenrijkse nationale elftal.
| Naam                | Van        | Tot        | Totaal | Nationaal elftal |
| ------------------- | ---------- | ---------- | ------ | ---------------- |
| Friedrich Rafreider | 27.05.1961 | 09.06.1963 | 14     | Oostenrijk       |

## Bekende (oud-)trainers
- Armand Benneker